# Tadepalligudem
Tadepalligudem es una ciudad y  municipio situada en el distrito de Godavari Oeste en el estado de Andhra Pradesh (India). Su población es de 104032 habitantes (2011). Se encuentra a 112 km de Vijayawada y a 370 km de Hyderabad.

## Demografía
Según el censo de 2011 la población de Tadepalligudem era de 104032 habitantes, de los cuales 51438 eran hombres y 52594 eran mujeres. Tadepalligudem tiene una tasa media de alfabetización del 82,69%, superior a la media estatal del 67,02%: la alfabetización masculina es del 86,08%, y la alfabetización femenina del 79,40%.

## Clima
| Parámetros climáticos promedio de Tadepalligudem, Andhra Pradesh | Parámetros climáticos promedio de Tadepalligudem, Andhra Pradesh | Parámetros climáticos promedio de Tadepalligudem, Andhra Pradesh | Parámetros climáticos promedio de Tadepalligudem, Andhra Pradesh | Parámetros climáticos promedio de Tadepalligudem, Andhra Pradesh | Parámetros climáticos promedio de Tadepalligudem, Andhra Pradesh | Parámetros climáticos promedio de Tadepalligudem, Andhra Pradesh | Parámetros climáticos promedio de Tadepalligudem, Andhra Pradesh | Parámetros climáticos promedio de Tadepalligudem, Andhra Pradesh | Parámetros climáticos promedio de Tadepalligudem, Andhra Pradesh | Parámetros climáticos promedio de Tadepalligudem, Andhra Pradesh | Parámetros climáticos promedio de Tadepalligudem, Andhra Pradesh | Parámetros climáticos promedio de Tadepalligudem, Andhra Pradesh | Parámetros climáticos promedio de Tadepalligudem, Andhra Pradesh |
| Mes                                                              | Ene.                                                             | Feb.                                                             | Mar.                                                             | Abr.                                                             | May.                                                             | Jun.                                                             | Jul.                                                             | Ago.                                                             | Sep.                                                             | Oct.                                                             | Nov.                                                             | Dic.                                                             | Anual                                                            |
| ---------------------------------------------------------------- | ---------------------------------------------------------------- | ---------------------------------------------------------------- | ---------------------------------------------------------------- | ---------------------------------------------------------------- | ---------------------------------------------------------------- | ---------------------------------------------------------------- | ---------------------------------------------------------------- | ---------------------------------------------------------------- | ---------------------------------------------------------------- | ---------------------------------------------------------------- | ---------------------------------------------------------------- | ---------------------------------------------------------------- | ---------------------------------------------------------------- |
| Temp. máx. media (°C)                                            | 29.1                                                             | 31.7                                                             | 34.5                                                             | 36.7                                                             | 38.6                                                             | 36.9                                                             | 32.4                                                             | 32.0                                                             | 32.2                                                             | 31.4                                                             | 29.8                                                             | 28.8                                                             | 32.8                                                             |
| Temp. mín. media (°C)                                            | 18.9                                                             | 20.3                                                             | 22.6                                                             | 25.8                                                             | 27.9                                                             | 27.2                                                             | 25.4                                                             | 25.3                                                             | 25.3                                                             | 24.3                                                             | 21.3                                                             | 18.8                                                             | 23.6                                                             |
| Lluvias (mm)                                                     | 3                                                                | 6                                                                | 6                                                                | 14                                                               | 40                                                               | 123                                                              | 229                                                              | 186                                                              | 170                                                              | 166                                                              | 40                                                               | 9                                                                | 992                                                              |
| Fuente: en.climate-data.org                                      |                                                                  |                                                                  |                                                                  |                                                                  |                                                                  |                                                                  |                                                                  |                                                                  |                                                                  |                                                                  |                                                                  |                                                                  |                                                                  |